# Бечеве
Бече́ве —  село в Україні, у Новосанжарській селищній громаді Полтавського району Полтавської області. Населення становить 30 осіб. До 2020 орган місцевого самоврядування — Попівська сільська рада.

## Географія
Село Бечеве знаходиться за 1,5 км від правого берега річки Великий Кобелячок, на відстані 1 км розташоване село Великий Кобелячок. Селом протікає пересихаючий струмок з загатою.

## Історія
На 1864 рік колишнє власницьке село предводителя дворянства Полтавської губернії Олександра Євгенійовича Мандерштерна (1834—1888).
12 червня 2020 року, відповідно до розпорядження Кабінету Міністрів України № 721-р «Про визначення адміністративних центрів та затвердження територій територіальних громад Полтавської області», село увійшло до складу Новосанжарської селищної громади.
19 липня 2020 року, в результаті адміністративно - територіальної реформи та ліквідації Новосанжарського району, село увійшло до складу новоутвореного Полтавського району Полтавської області.